# Selaginella albociliata
Selaginella albociliata là một loài dương xỉ trong họ Selaginellaceae. Loài này được P.S. Wang mô tả khoa học đầu tiên năm 1990.